# Chambre de commerce et d'industrie de région Provence-Alpes-Côte d'Azur
La chambre de commerce et d'industrie de région Provence-Alpes-Côte d'Azur a son siège à Marseille au 8, rue Neuve-Saint-Martin. Elle regroupe les CCI de Provence-Alpes-Côte d'Azur.

## Mission
Établissement public d'État à caractère administratif, elle a des missions régaliennes. La CCIR est un organisme chargé de représenter les intérêts des entreprises commerciales, industrielles et de services de Provence-Alpes-Côte d'Azur et ainsi de leur apporter certains services. Elle mutualise et coordonne les actions des 7 CCI de Provence-Alpes-Côte d'Azur Depuis la réforme de 2011, elle définit la stratégie à l'échelle régionale et gère le budget. Au 1er janvier 2013, la CCIR sera l'unique employeur pour le compte des autres CCI.
Comme toutes les CCIR, elle est placée sous la tutelle du préfet de région représentant le ministère chargé de l'industrie et le ministère chargé des PME, du Commerce et de l'Artisanat.

### Service aux entreprises
- Création, transmission, reprise des entreprises
- Innovation ARIST
- Formation et emploi
- Services aux entreprises
- Observatoire économique régional
- Études et Développement
- Aménagement et développement du territoire
- Environnement et développement durable
- Tourisme
- Appui aux entreprises du commerce
- Performance industrielle
- Appui à l’international
- Emploi et développement des compétences
- Intelligence économique
- Appui aux mutations
- Services à la personne

## CCI en faisant partie
- chambre de commerce et d'industrie des Alpes-de-Haute-Provence
- chambre de commerce et d'industrie des Hautes-Alpes
- chambre de commerce et d'industrie de Nice-Côte d'Azur
- chambre de commerce et d'industrie Aix Marseille-Provence
- chambre de commerce et d'industrie du pays d'Arles
- chambre de commerce et d'industrie du Var
- chambre de commerce et d'industrie de Vaucluse

## Historique
- 1964 : Création de la CRCI
- 2011 : Changement de dénomination CCIR

## Pour approfondir